# Amegilla mesopyrrha
Amegilla mesopyrrha är en biart som först beskrevs av Cockerell 1930.  Amegilla mesopyrrha ingår i släktet Amegilla och familjen långtungebin. Inga underarter finns listade i Catalogue of Life.